# Izocarboxazidă
Izocarboxazida este un medicament antidepresiv care acționează ca inhibitor de monoaminoxidază ireversibil și neselectiv, fiind utilizat în tratamentul depresiei și al tulburărilor de anxietate. Calea de administrare disponibilă este cea orală.